# Patikkúlamanaszikára
A patikkúlamanaszikára (páli: Paṭikkūlamanasikāra, szingaléz: පටික්කූලමනසිකාරය, පිළිකුල් භාවනාව, Patikulamanasikaraja, Pilikul Bhavanava, kínai: 不淨觀, Pu-csing-kuan (Bù jìng guān), japán: 不浄観, Fudzsókan) páli fogalom, amelynek magyar jelentése a „visszataszítóságon való elmélkedés”. Ez arra a hagyományos buddhista meditációra vonatkozik, amelyben harmincegy testrész vizsgálata történik különböző szemszögből. A szati (tudatosság) és a szamádhi (koncentráció) fejlesztése mellett ezt a meditációt a vágyak és a kéjek leküzdésére is használják. A temetői elmélkedések mellett ez a meditáció koncentrál a visszataszítóságra (páli: aszubha).
A páli paṭikkūla kifejezés szó szerinti jelentése „ellen” (paṭi), „a lejtő” vagy „töltés” (kúla), amelyet melléknévként úgy lehet fordítani, hogy „idegenkedő, kifogásolható, ellenkező, kellemetlen”, főnévként pedig „gusztustalanság, tisztátalanság”. A manaszikára  a manaszi (a mana lokatív alakja, melynek közelítőleges jelentése: „tudatban” vagy „gondolatban”) és a karoti („csinálni” vagy „létrehozni”) szavakból ered, amely úgy fordítható, hogy „figyelem”, „töprengés” vagy „rögzített gondolat”. Az összetett paṭikkūla-manaszikāra kifejezés mai általános fordítása „elmélkedés a visszataszítóságon” vagy még pontosabban „elmélkedés a test taszító voltán”.

## A gyakorlásából származó jó hatások
Ezt a fajta meditációt hagyományosan az érzéki örömök ellenszereként használják. Ez a gyakorlat „a négy védelmező meditáció” közé tartozik, a másik három az anusszati (a Buddha tulajdonságainak összegyűjtése), a mettá (szerető kedvesség) gyakorlat és a halál tulajdonságainak összegyűjtése.
Néhány tanítóbeszédben ezt a fajta elmélkedést egy sor világi és természetfeletti cél elérésére ajánlják. Például a Girimananda-szuttában (AN 10.60), Ánanda ezt és más meditációkat szaval, amely azonnal meggyógyít egy beteg szerzetest. A Szampaszadanija-szuttában (DN 28), Száriputta elmondja, hogy a 31 testrészen történő meditáción keresztül lehetséges a „látás elérése, négyféleképpen”. Ezen kívül az Iddhipáda Vibhanga-szuttában (SN 51.20), ezt a meditációs tárgyat az erő (iddhipáda) négy alapjának kifejlesztésére használják, amelynek segítségével elérhető a szenvedéstől való teljes megszabadulás.
Míg a páli kánonban található buddhista meditációs technikákat felsoroló listákban egységesen szerepel ez a fajta elmélkedés, az 5. századi, rövid és tömör Viszuddhimaggában ez a fajta meditáció (az Ánápánaszatival együtt) testre irányuló meditációként szerepel, amelyet kifejezetten a szamádhi fejlesztésére szoktak használni (Vism. VIII, 43).
A meditációból származó előnyök:
- segít megérteni, hogy nem létezik én, illetve kijavítja a hibás önképet
- gyógyítómeditáció, amelynek segítségével gyógyítani lehet
- az unalom és a testi élvezetek legyőzője
- a félelem és a rettegés legyőzője
- lehetővé teszi mind a hideg, mind a meleg elviselését
- lehetővé teszi a mély koncentrációt, amelytől intelligensebbek leszünk
- segít elérni a dhjána állapotát
- segít elérni a nirvánát

## Gyakorlata

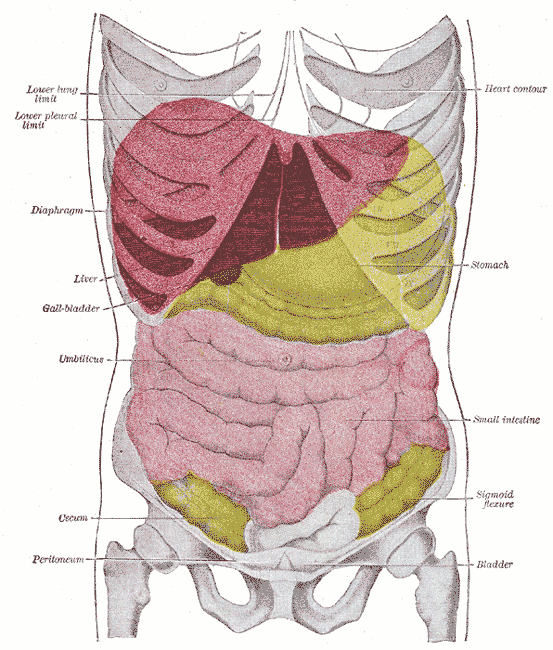
Belsőszervek elölnézetből: tüdők (szürke), szív (fehér), máj (lila), gyomor (sárga), vastagbél (sárga) és vékonybél (pink) - a Gray Anatómiája című könyvben.

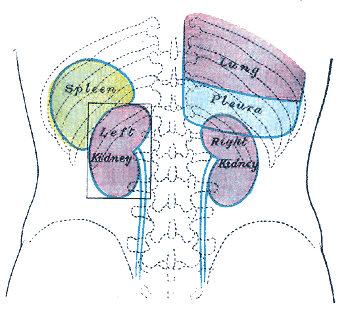
Belsőszervek hátulnézetből: lép (zöld), vese (lila), jobb alsó tüdő (lila) és mellhártya (kék) - Gray Anatómiája

A buddhista szövegek szerint ebben a gyakorlatban a gyakorlónak mentálisan fel kell idéznie 31 testrészt, amelyeket különböző szempontok szerint kell megfigyelnie.

### Az elmélkedés tárgyai
Ez a meditáció 31 testrészen való meditációt jelent:
haj (páli: keszá), szőr (lomá), köröm (nakhá), fog (dantá), bőr (tacso),
hús (mamszam), inak (naháru), csont (aṭṭhi), csontvelő (atthiminydzsam), vese (vakkam),
szív (hadajam), máj (jakanam), mellhártya (kilomakam), lép (pihakam), tüdő (papphászam),
vastagbél (antam), vékonybél (antagunam), emésztetlen étel (udarijam), ürülék (karíszam),
epe (pittam), nyálka (szemham), genny (pubbo), vér (lohitam), verejték (szedo), zsír (medo),
könny (asszu), bőr-olaj (vaszá), nyál (khelo), orrváladék (szinghániká), ízületi folyadék (lasziká), vizelet (muttam).
Néhány tanítóbeszédben ez a 31 testrész a mahábhúta (az elemek) szintjén értendő, tehát a föld elemhez tartoznak a testrészek a hajtól az ürülékig, és víz elemhez tartoznak a testrészek az epétől a vizeletig.
A pátikúlamanaszikárában található 31 testrész ugyanaz, mint a Dvattimszakarában (32 testrész - Khp. 3) található testrészek, amelyet a szerzetesek recitálni szoktak. Az utóbbiban szereplő 32. testrész az agy (matthalunga). A Viszuddhimagga a 31 testrész felsorolásakor utal az agyra (atthiminydzsam), amely bizonyos szövegkörnyezetben jelentheti az idegrendszert is.

### Az elmélkedés módszerei
Egy kanonikus megfogalmazás szerint a következőképpen kell elmélkedni:
„Ugyanúgy, ahogy egy különböző magokkal telerakott – búza, rizs, mungóbab, vörös bab, szezámmag, hántolt rizs –, és két végén nyitott zsákból a zsák tartalmát kiöntő, jó szemű ember a kiöntés közben elmélkedne: „Ezek búzaszemek. Ezek rizsszemek. Ezek mungóbabok. Ezek vörösbabok. Ezek szezámmagok. Ezek hántolt rizsszemek”. A szerzetes ugyanígy elmélkedik a saját testéről, a talpától a feje búbjáig, mint egy bőrzsák teli különböző tisztátalan dolgokkal....”
Ezekkel és más testközpontú meditációs tárgyakkal kapcsolatban a Szatipatthána-szutta (DN 22) a következő kiegészítő hozzáfűzést és a várható eredményeket meséli el:
|  | „Így szemléli, a testet tudatosítván a testet belülről, vagy kívülről, vagy belülről és kívülről egyaránt6. Tudatosítva a test keletkezési tényezőit szemléli azt, vagy tudatosítva a test felbomlási tényezőit szemléli azt; vagy a test keletkezési és felbomlási tényezőit egyaránt tudatosítva szemléli azt. Vagy pedig a tudás és éberség létrehozásához szükséges mértékben tudatosítja magában, hogy ‘test 11van’. Szabadon szemlélődik, semmihez sem kötődve a világon."” |
|  | |

A  Szatipatthana-szuttával kapcsolatban a poszt-kanonikus páli atthakathá (szövegmagyarázat) szerint a meditációs tárgyakkal kapcsolatosan hétfajta tanulási képesség fejleszthető ki:
1. a testrészek verbális ismételgetése
2. a testrészek mentális ismételgetése
3. az egyes testrészek jellemzése a színükre való tekintettel
4. az egyes testrészek jellemzése az alakjukra való tekintettel
5. az egyes testrészek jellemzése aszerint, hogy a deréktól feljebb, lejjebb, vagy mindkét irányban helyezkedik el
6. a testrész térbeli elhelyezkedésének jellemzése
7. térben és funkció szerint két testrész egymásra helyezése[23]

## Hagyományos források
Ennek a meditációnak az elnevezése a Mahászatipatthána-szuttában (DN 22) és a Szatipatthána-szuttában (MN 10) található elnevezésből ered, ahol a 31 testrészen való elmélkedés elnevezése Patikkúla-manaszikára-pabbam (amelynek szó szerinti fordítása „visszataszító-elmélkedés-rész”). Ezenfelül, a poszt-kanonikus Viszuddhimaggában és egyéb atthakatha művekben, a patikkúlamanaszikára kifejezetten ezekre a technikákra használt kifejezés.
Ez a fajta meditációt a következő szútrák említik a páli kánonban (a nikája, majd a szutta száma alapján):
- Mahászatipatthána-szutta („A nagy hivatkozási keret”, DN 22)[21]
- Szampaszadanija-szutta („Derűs hit”, DN 28)[27]
- Szatipatthána-szutta („Hivatkozási keret”, MN 10).[28]
- Maháhattipadopama-szutta („A nagy elefántlábnyom-hasonlat”, MN 28)[26][29]
- Maháráhulováda-szutta („A Ráhulának szóló nagyobbik tanítóbeszéd”, MN 62)[26][30]
- Kájagatásati-szutta („A testet átható éberségről szóló tanítóbeszéd”, MN 119)[20]
- Dhátu-vibhanga-szutta („Az elemek elemzése”, MN 140)[26][31]
- A Szamjutta-nikája gyűjteményben az erő (iddhipáda) négy alapját illetően vagy egy szutta, amelynek címe Vibhanga („Elemzés”, SN 51.20)[32]
- Udaji-szutta ("To Udayi", AN 6.29)[33]
- Girimananda-szutta („Girimanandának”, AN 10.60)[9]

A páli irodalom egy másik művében, a poszt-kanonikus Viszuddhimaggában (Vism. VIII, 44-145) szintén részletesen tárgyalásra kerül ez a meditáció.